# Epithemia adnata

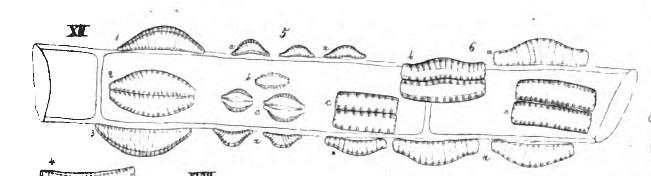
Epithemia adnata (jako Epithemia zebra) – numer 6 a, b i c – porastająca plechę glonu nitkowatego, rysunek Friedricha Kützinga

Epithemia adnata (syn. Epithemia zebra) – gatunek okrzemek występujących w wodach brakicznych i w czystych wodach słodkich na nizinach. Po raz pierwszy opisane zostały przez Friedricha Kützinga w 1833 jako Frustulia adnata. W podobnym czasie Christian Gottfried Ehrenberg opisał gatunek Navicula zebra, później uznany za synonim taksonomiczny. Współcześnie uznawaną nazwę nadał Louis Alphonse de Brébisson w 1838 (przy czym użył formy Epithema adnatum). Jeden z najczęściej występujących gatunków rodzaju Epithemia.

## Morfologia
Jednokomórkowe osobniki o szerokości 7–14 μm i długości 15–150 μm. Pancerzyki w widoku od pasa obwodowego prostokątne do linearno-prostokątnych, a od strony okrywy mniej lub bardziej dorsiwentralne. W widoku od strony dorsalnej lekko do umiarkowanie wypukłe, w rejonie środka niemal proste, natomiast strona wentralna w przybliżeniu prosta. Ramiona rafy niemal proste nie osiągające środka okrywy. Fibule w 10 μm przechodzą w 2–8 masywnych, wyraźnie widocznych żeber, często nieregularnie usytuowanych. Kształt żeber niemal równoległy do lekko promienistego. Pomiędzy żebrami znajduje się 3–8 widocznych areol. Końce tępo zaokrąglone, zmienne w kształcie, bez wyodrębnienia do wyraźnie główkowato wyciągniętych.

## Ekologia
Gatunek kosmopolityczny, obok Epithemia sorex najczęściej spotykany gatunek rodzaju Epithemia w alkalicznych jeziorach i wodach płynących na nizinach. Poza wodami słodkimi spotykany w wodach słonawych wybrzeży morskich. Bardzo rzadko obserwowany w jeziorach górskich oraz w wodach płynących poza nizinami. Spotykany w zbiornikach wysychających lub siedliskach podmokłych, na wilgotnych siedliskach lądowych tylko wyjątkowo. Gatunek zasadolubny (alkalibiont). Typowy dla siedlisk od mezo- do eutroficznych. W warunkach europejskich uważany za ciepłolubny, choć nie termofilny w wąskim znaczeniu. Element fitobentosu. Tworzy liczne populacje osobników występujących epifitycznie, stąd początkowo sądzono, że pasożytuje na nitkowatych glonach Conferva. W strefie szuwarów jeziornych może być jednym z dominujących gatunków okrzemek. Dość licznie porasta też rzęsy. Poza większością krajów Europy i Ameryki Północnej występowanie tego gatunku okrzemek udokumentowano również m.in. w Ameryce Południowej – Argentyna, Brazylia, Kolumbia, w Afryce – Egipt, Ghana, Zair, w wielu krajach Azji, w Australii i Nowej Zelandii oraz w Arktyce – Spitsbergen.
W polskim wskaźniku okrzemkowym do oceny stanu ekologicznego rzek (IO) uznany za gatunek referencyjny dla potoków i rzek nizinnych o podłożu krzemianowym, wielkich rzek nizinnych krzemianowych oraz potoków, strumieni i rzek przyujściowych pod wpływem wód słonych. Przypisano mu wartość wskaźnika trofii równą 2,2, natomiast wskaźnika saprobii 1,2, co odpowiada preferencjom do wód co najwyżej nieznacznie zanieczyszczonych. Preferuje wody o średniej żyzności i niskiej zawartości materii organicznej. Podobnie jest we wskaźnikach do oceny zbiorników zaporowych – odpowiednio 2 i 1, gdzie ponadto jest gatunkiem referencyjnym, czyli pożądanym, w zbiornikach typu przejściowego i limnicznego. We wskaźniku dla jezior (IOJ) indeks troficzny to 2,4, wskazujący na preferencje do wód średnio żyznych. W tym wskaźniku jest to gatunek uznany za referencyjny dla jezior twardowodnych, ale nie dla miękkowodnych. W ocenie zbiorników zaporowych na Ukrainie uważany za gatunek β-mezosaprobowy.
Uznawany za gatunek niezagrożony.

## Gatunki podobne
Epithemia adnata wykazuje podobieństwo do często współwystępującej Epithemia frickei. Jednak jej rafa osiąga tylko środek okrywy (na jej powierzchni) oraz ma dalej usytuowane, równoległe żebra fibularne. Drugim gatunkiem podobnym jest Epithemia goeppertiana, która odróżnia się kształtem końców (szeroko do tępo zaokrąglonych), a także mniejszą liczbą żeber (1–2 w 10 μm). Kolejnym gatunkiem wykazującym podobieństwo jest Epithemia turgida. Charakteryzuje się jednak ona szerszymi okrywami (13–35 μm) oraz inną liczbą areol w jednej przestrzeni pomiędzy fibulami (1–2).